# Orangensaft

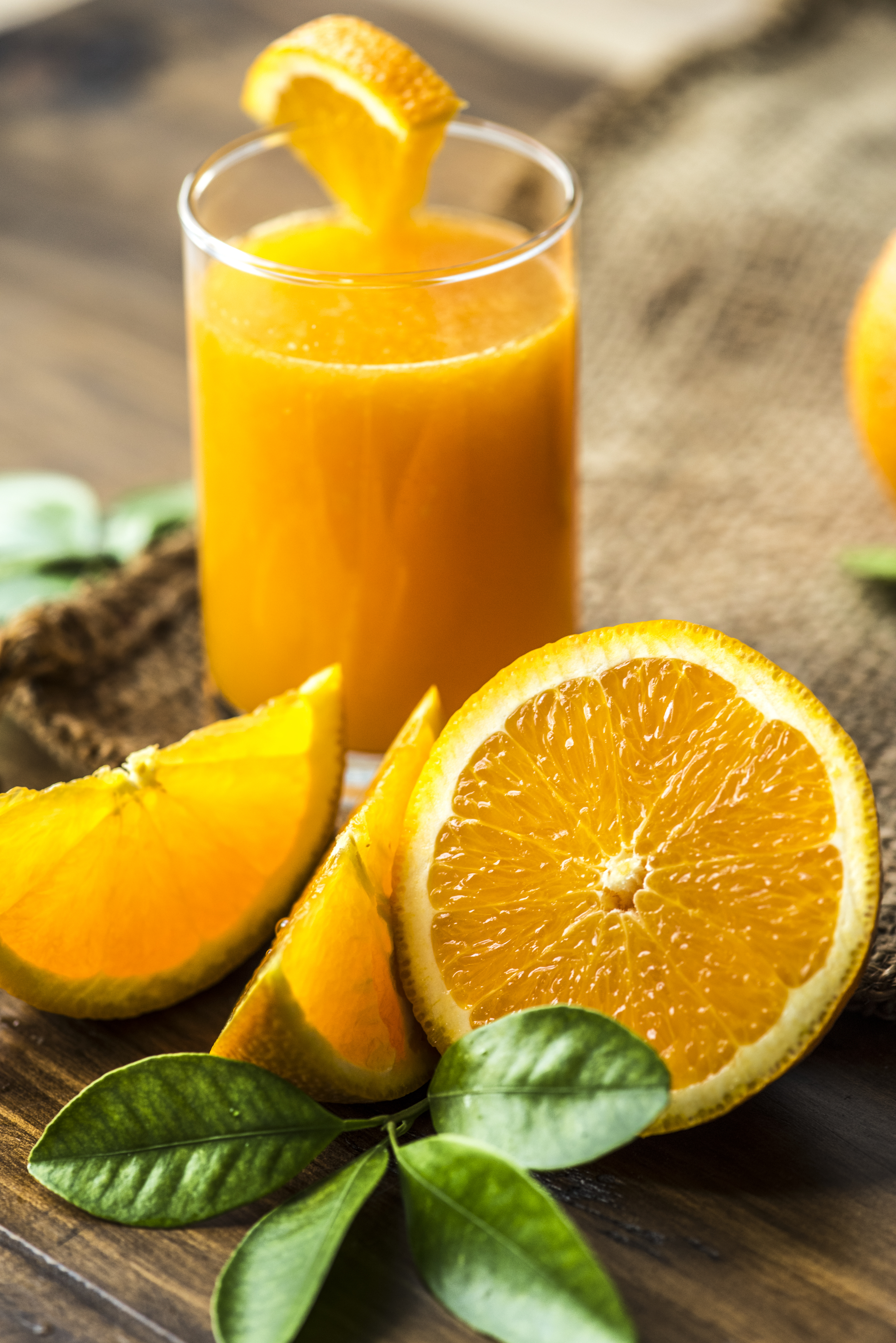
Orangensaft

Orangensaft oder Apfelsinensaft ist ein Fruchtsaft, der durch Auspressen von Orangen hergestellt wird. In Deutschland wird er umgangssprachlich oft als O-Saft bezeichnet. Orangensaft ist der meistgetrunkene Saft der Welt und steht für 50 % des Gesamtkonsums an Fruchtsäften. Weltweit werden pro Jahr rund 12 Mrd. Liter Orangensaft konsumiert, also ca. 1,5 Liter pro Kopf der Weltbevölkerung.

## Beschreibung
Unterschieden wird zwischen Direktsaft und Fruchtsaft aus Fruchtsaftkonzentrat. Orangen-Direktsaft wird im Ernteland (hauptsächlich Brasilien) nach dem Pressen durch Pasteurisierung haltbar gemacht. Befindet sich das Zielland in Übersee, beispielsweise Europa, so wird er per Orangensafttanker transportiert und im Zielland von den Fruchtsaftherstellern abgefüllt. Der Hauptteil des gewonnenen Orangensaftes wird hingegen noch im Produktionsland zu Orangensaftkonzentrat verarbeitet. Dazu werden dem Orangensaft unter Vakuum bei niedrigen Temperaturen zuerst die Aromen und anschließend das Wasser entzogen. Damit wird er auf ca. ein Sechstel seines ursprünglichen Volumens verdichtet. Konzentrat und Aroma werden gekühlt bei 0 °C ins Zielland transportiert. Bei der Herstellung des Saftes aus Konzentrat wird durch Zusatz von chlorfreiem und gegebenenfalls entmineralisiertem Trinkwasser eine äquivalente Ursprungskonzentration zu 100 % Orangensaft erzeugt.
Orangennektar und Orangensaftgetränke sind verdünnte Zubereitungen, die aus Anteilen von Orangensaft, Wasser und zum Teil weiteren Zutaten wie Zucker bestehen.
Die Hälfte der weltweit für Saft produzierten Orangen wird in Brasilien geerntet, welches für 80 % des Welthandels mit Orangensaft steht. Aus Brasilien werden durchschnittlich pro Jahr 6 Mrd. Liter Saft exportiert. Davon werden 1,16 Millionen Tonnen  als Orangensaftkonzentrat ausgeführt. Größter Importeur ist die Europäische Union, die etwa zwei Drittel der Exporte aufnimmt (Stand 2011).

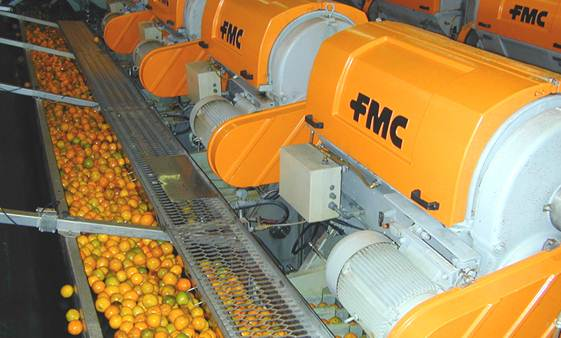
Orangen auf dem Förderband zur Zitruspresse
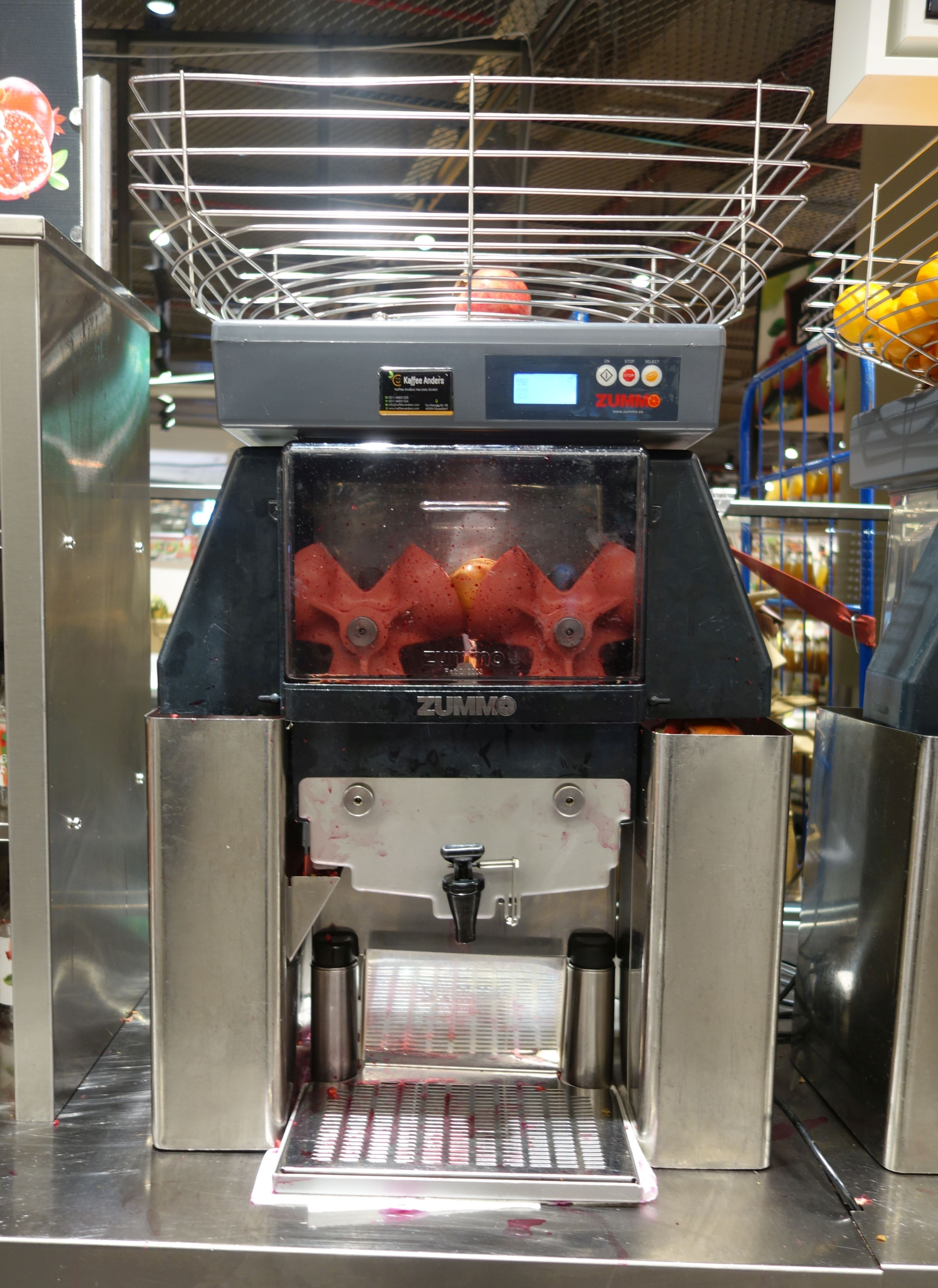
Orangensaftpresse zur Selbstbedienung in einem Düsseldorfer Supermarkt

## Situation in Deutschland
Laut Fruchtsaft- und Erfrischungsgetränkeverordnung darf als Saft nur ein solches Getränk bezeichnet werden, das zu 100 % aus dem Fruchtsaft und dem Fruchtfleisch der entsprechenden Früchte stammt.
Zur Korrektur eines sauren Geschmacks darf Orangensaft, wie anderen Fruchtsäften auch, seit 2012 kein Zucker mehr zugesetzt werden.
In Deutschland lag der jährliche Pro-Kopf-Verbrauch von Orangensaft im Jahr 2019 bei 7,2 Litern.

## Kritik
Die Christliche Initiative Romero (CIR) hat im Auftrage des BMZ und mit finanzieller Unterstützung durch die EU und Engagement Global 2018 eine Studie zu den Arbeitsbedingungen und der Feststellung von Umweltproblemen bei der Herstellung von Orangensaft erstellt, die wiederum auf einer Untersuchung basiert, die von Global 2000 und CRI 2017 in Brasilien durchgeführt worden war. Aufgrund dieser Studien forderte CRI die sofortige Beendigung der Ausbeutung von Arbeiterinnen und Arbeitern und der Umweltzerstörung entlang der Orangensaft-Lieferkette. Während von den marktführenden Herstellern lediglich die Louis Dreyfus Company zu einer Stellungnahme bereit war, nahmen fast alle der in Deutschland tätigen Abfüller Stellung. Die Louis Dreyfus Company kontrolliert zusammen mit Cutrale und Citrosuco knapp drei Viertel des Weltmarktes.